# 麻札
麻札，是中世紀伊斯蘭世界的一些陵墓或神壇，通常是聖人或著名的宗教領袖。中世紀的阿拉伯文本也可能用mašhad，maqām或ḍarīḥ來表示相同的概念。
這些陵寢其實是出自前伊斯蘭教時期的信仰和伊斯蘭教、對聖徒的崇拜的融合。在蘇非派中十分普遍。
最有名的麻札是伊朗的法蒂瑪聖陵和伊瑪目禮薩聖陵與阿卜杜勒·阿齊姆沙阿聖陵、伊拉克的伊玛目侯赛因圣陵和吉爾吉斯斯坦的瑪納斯斡耳朵、新疆喀什噶爾的阿巴和加麻札。